# Kärrtorp (Stockholms tunnelbana)
Kärrtorp ist eine oberirdische Station der Stockholmer U-Bahn. Sie befindet sich im gleichnamigen Stadtteil Kärrtorp. Die Station wird von der Gröna linjen des Stockholmer U-Bahn-Systems bedient. Die Station gehört zu den eher mäßig frequentierten Stationen des U-Bahn-Netzes. An einem normalen Werktag steigen hier 4.200 Pendler zu.
Die Station wurde am 17. April 1958 in Betrieb genommen, als der Abschnitt der Gröne linjen zwischen Skärmarbrink–Hammarbyhöjden eingeweiht wurde. Die Station liegt zwischen den Stationen Bagarmossen und Björkhagen. Bis zum Stockholmer Hauptbahnhof sind es etwa sechs Kilometer.

## Reisezeit
| Linie | bis Station | Reisezeit | bis Station                    | Reisezeit            |
| T17   | Åkeshov     | 36 min    | Gamla stan Slussen T-Centralen | 11 min 12 min 16 min |
| T17   | Skarpnäck   | 4 min     | Gamla stan Slussen T-Centralen | 11 min 12 min 16 min |